# Thomomys
Thomomys là một chi động vật có vú trong họ Chuột nang, bộ Gặm nhấm. Chi này được Wied-Neuwied miêu tả năm 1839. Loài điển hình của chi này là Thomomys rufescens Wied-Neuwied, 1939 (= T. talpoides rufescens).

## Hình ảnh

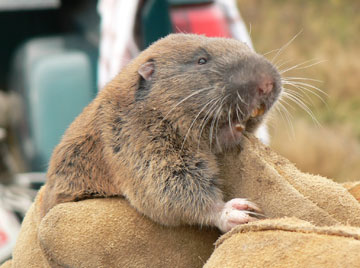
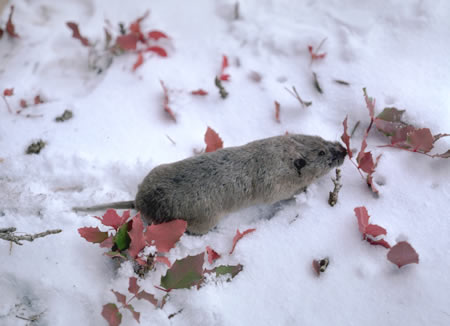
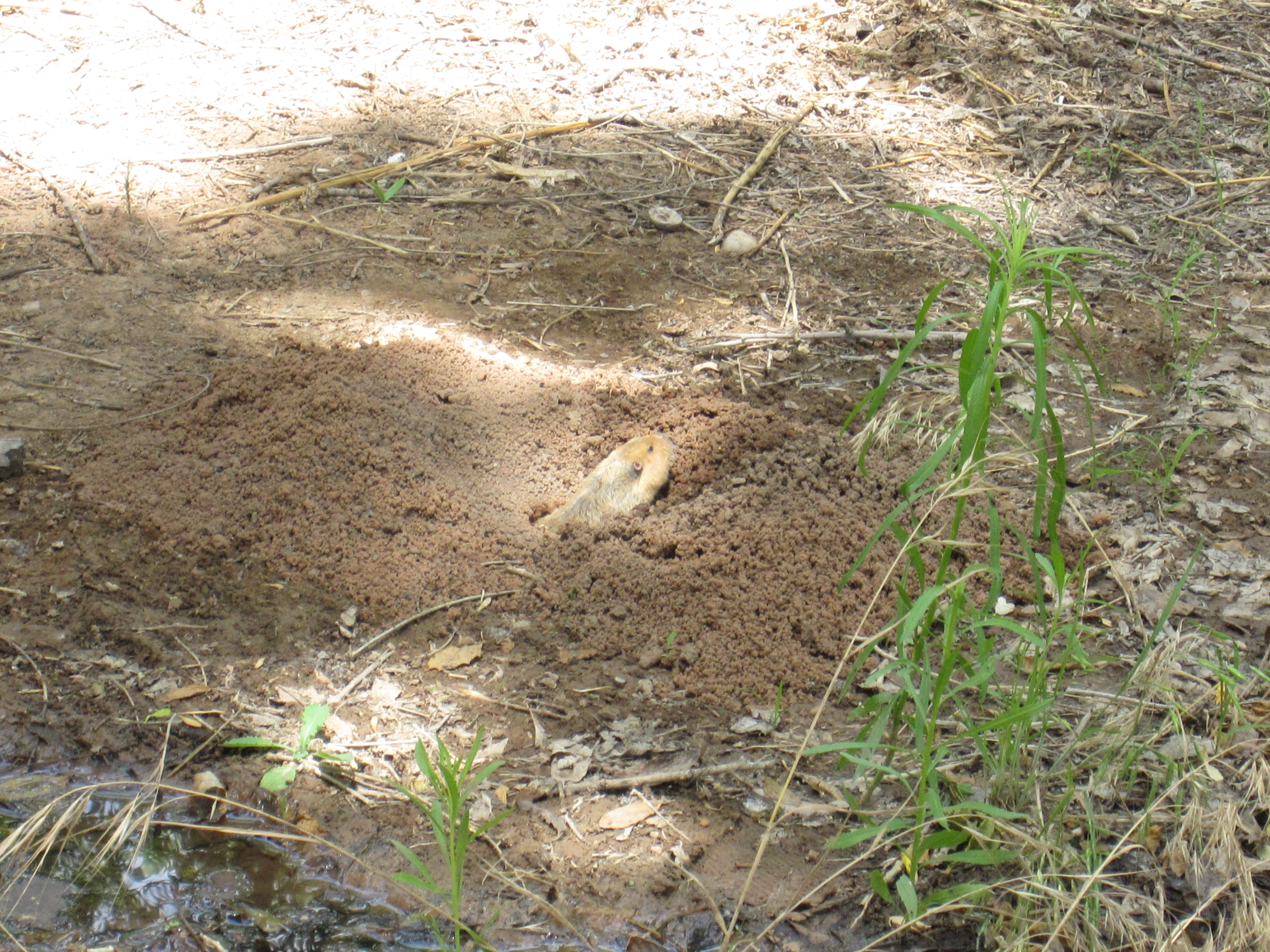
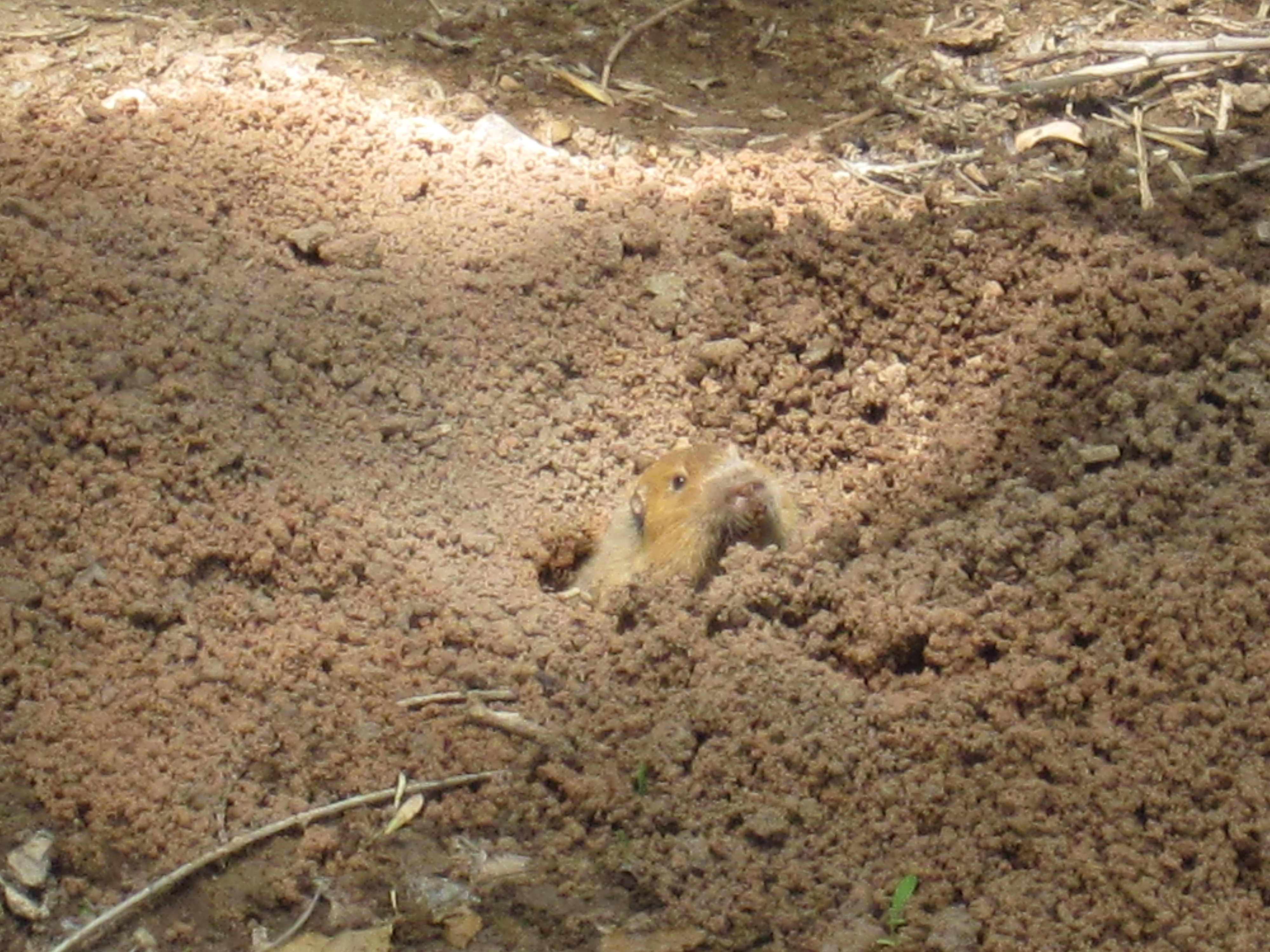

## Các loài
Chi này gồm các loài: